# Something in the Air (Beverly Hills, 90210)
Something in the Air is de achtentwintigste aflevering van het derde seizoen van het tienerdrama Beverly Hills, 90210, die voor het eerst werd uitgezonden op 12 mei 1993.

## Verhaal
Leraar Gil Meyers zet de groep ertoe aan op te komen voor Donna, die haar schooldiploma niet zal mogen krijgen. Dit loopt uit tot een enorme staking, waar de hele school aan meedoet. Het kost veel moeite het schoolbestuur te overtuigen, maar uiteindelijk lukt het ze en mag Donna haar schooldiploma halen.

## Rolverdeling
- Jason Priestley - Brandon Walsh
- Shannen Doherty - Brenda Walsh
- Jennie Garth - Kelly Taylor
- Ian Ziering - Steve Sanders
- Gabrielle Carteris - Andrea Zuckerman
- Luke Perry - Dylan McKay
- Brian Austin Green - David Silver
- Tori Spelling - Donna Martin
- Carol Potter - Cindy Walsh
- James Eckhouse - Jim Walsh
- Matthew Laurance - Mel Silver
- Ann Gillespie - Jackie Taylor
- Mark Kiely - Gil Meyers
- Michael Durrell - Dr. John Martin
- Katherine Cannon - Felice Martin
- Denise Dowse - Mrs. Yvonne Teasley
- Michael Cudlitz - Tony Miller
- Mimi Lieber - Melanie Silverman
- Shawn Levy - Howard Banchek
- Arthur Rosenberg - Dr. George Ephardt